# Orangefläckig brunbagge
Orangefläckig brunbagge (Dircaea australis) är en skalbaggsart som beskrevs av Leon Fairmaire 1856. Orangefläckig brunbagge ingår i släktet Dircaea, och familjen brunbaggar. Enligt den svenska rödlistan är arten sårbar i Sverige. Arten förekommer i Götaland. Artens livsmiljö är skogslandskap, jordbrukslandskap.